# Aprilia Tuono V4
L'Aprilia Tuono V-twin est une moto type roadster, fabriquée par Aprilia à partir de 2002. Elle est basée sur la RSV Mille : l’architecture du moteur, sa boîte de vitesses, son cadre et, en partie, sa suspension.
D'abord proposée en série limitée haut de gamme, la Tuono s'est rapidement déclinée dans une version plus accessible.
En 2011, la Tuono mute en V4 grâce à l'apparition récente de l'hypersport RSV4. Bien plus de puissance et un châssis toujours efficace.
L'année 2015 marque un tournant pour la marque italienne, la Tuono V4 ajoute de la cylindrée et passe à 1 100 cm3.
La Tuono choisit de devenir un peu plus routière à partir de 2021, laissant à la version Factory le côté plus sportif.

## Historique
L'Aprilia Tuono V4 1100 RR apparaît en 2015, succédant à la version Tuono V4 1000 R. Cette 4e génération a reçu plusieurs améliorations mécaniques et électroniques, apportant des changements notables par rapport à la version de 2011. Le moteur V4 de 1 077 cm3, inspiré de la RSV4, permet une augmentation de la puissance à 175 ch, contre 167 ch pour le modèle précédent. Cette évolution a permis d'améliorer les performances, notamment au niveau du couple, particulièrement à bas et moyen régimes.
Du point de vue des équipements, la version 2015 bénéficie d'un système APRC de 3e génération, qui intègre des améliorations au niveau de la gestion de l'antipatinage, du contrôle de traction et du contrôle du levage de la roue avant (wheelie). Le système ABS a été optimisé, et il permet désormais d’être réglé sur trois niveaux, offrant ainsi plus de souplesse dans l'utilisation sur route et sur piste. La suspension, quant à elle, s'améliore avec l'intégration de composants Sachs sur la version standard, tandis que la Tuono V4 1100 Factory reçoit des suspensions Öhlins plus haut de gamme.
L'amélioration du châssis, avec des matériaux plus légers et des géométries de suspension révisées, a également contribué à une meilleure maniabilité et stabilité de la moto en courbe.
En 2017, Aprilia fait une mise à jour du modèle avec plusieurs améliorations, notamment au niveau des performances, de l'électronique et de l'ergonomie.
Le moteur V4 de 1 077 cm3 voit son régime maximal augmenter de 500 tr/min, ce qui permet de gagner en puissance à haut régime, avec une puissance maximale atteignant 175 ch. L'échappement Euro 4, bien qu'un peu plus lourd, ne perd rien de son caractère sonore distinctif et permet d'atteindre cette performance.
Les ingénieurs ont également introduit des ajustements pour améliorer la fiabilité du moteur, avec des modifications comme l'affinement des bielles et une tête de cylindre CNC usinée.
L'électronique a été grandement enrichie, avec l'ajout de nouvelles aides à la conduite, telles que le downshift pour les rétrogradages sans embrayage et un système de contrôle de vitesse en ligne droite dans les stands (pit limiter).
Le tableau de bord a aussi été amélioré avec un nouvel écran TFT couleur offrant une lisibilité optimale même en plein soleil, et permettant de basculer entre différents modes (Road et Race).
Sur le plan du châssis, le modèle Factory de 2017 reçoit une suspension Öhlins de meilleure qualité par rapport au modèle RR, qui conserve des suspensions Sachs.

## Tuono V4 1100 Factory (2015-2020)

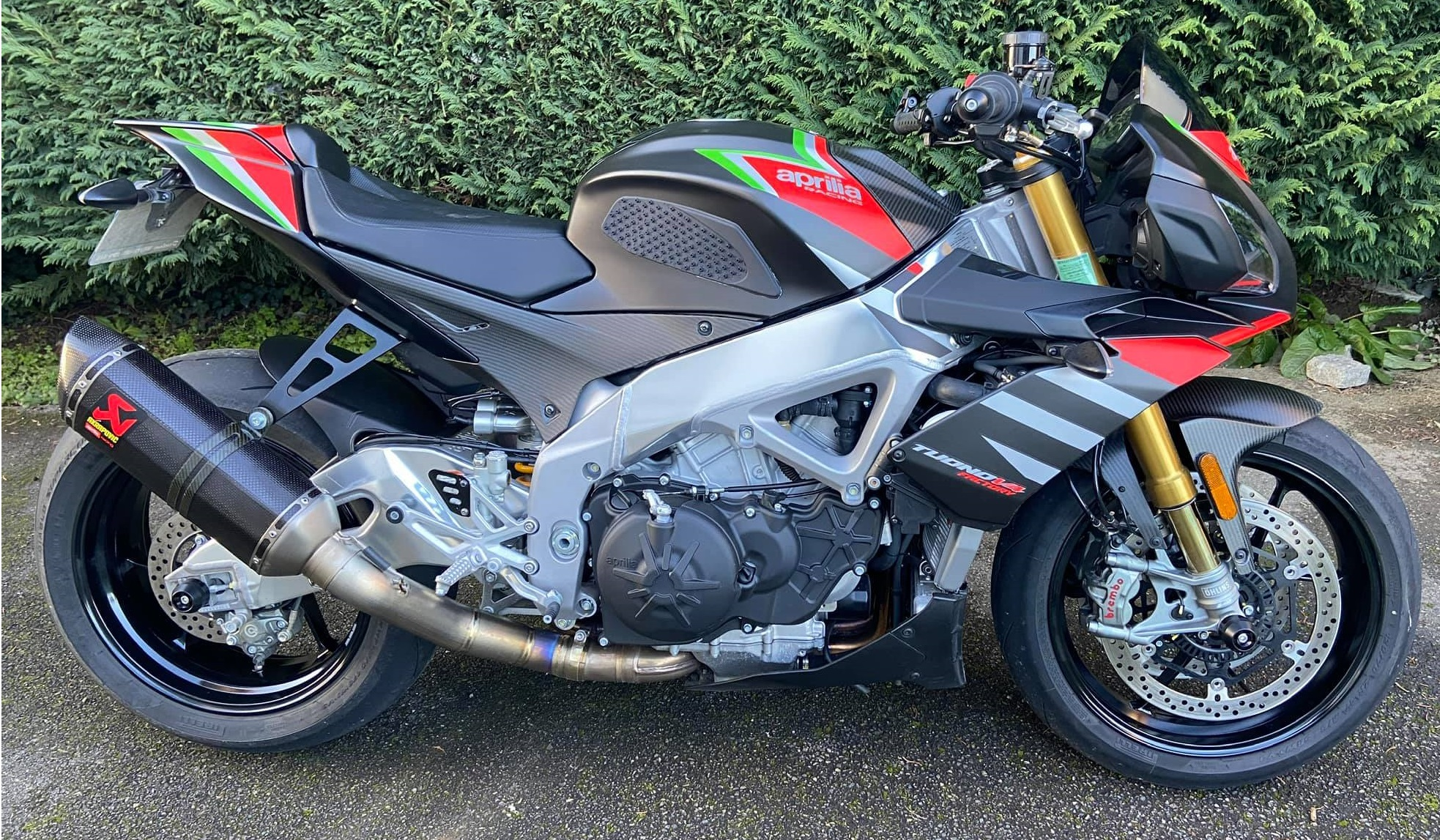
Tuono V4 1100 Factory 2020.

Suspension : la version Factory est équipée de suspensions Öhlins (avant et arrière), plus sophistiquées que celles de la version standard qui utilise des éléments Sachs. Cela améliore la performance et la réactivité sur route et circuit.
Poids : le modèle Factory est plus léger grâce à l’utilisation de roues forgées en aluminium. Ces roues, provenant également de chez Marchesini, réduisent le poids non suspendu, améliorant ainsi la maniabilité et la réactivité de la moto.
Électronique : les deux versions partagent une gestion électronique avancée (Aprilia Performance Ride Control), mais la version Factory bénéficie d’une cartographie du moteur plus fine, permettant une meilleure gestion de la puissance et des paramètres de conduite (avec une plus grande personnalisation via les modes de conduite).
Freins : la version Factory est dotée de freins Brembo monoblocs M50, plus performants et mieux adaptés aux exigences de conduite sportive. La version standard utilise des freins Brembo mais de gamme inférieure.
La selle passager est plus étroite avec une coque arrière permettant de réduire la traînée aérodynamique, de gagner en légèreté et de centrer la masse autour du pilote.

## Tuono V4 X (2020)

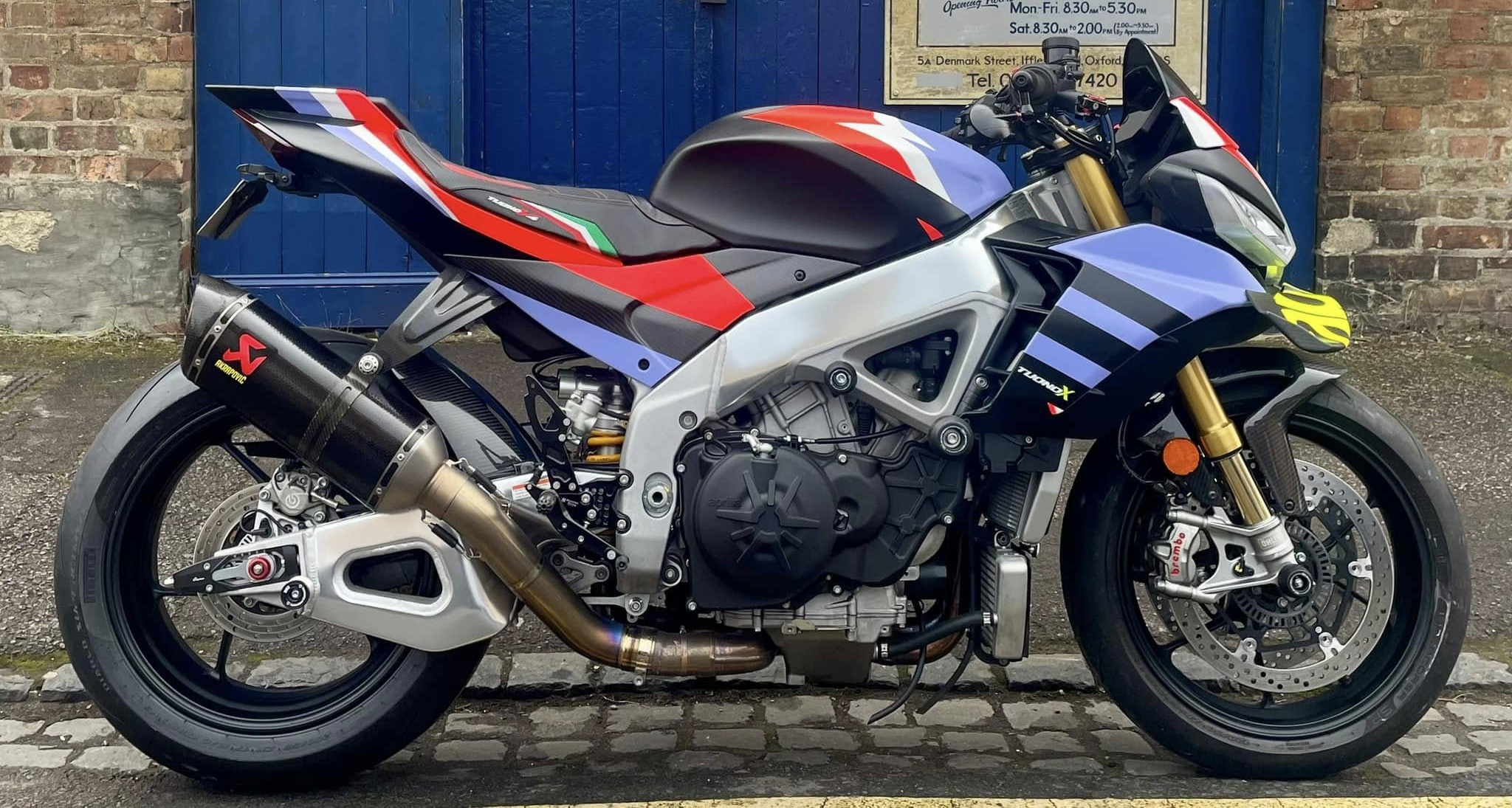
Tuono V4 1100 X.

La Tuono V4 X, lancée en 2020, est une version en édition limitée de la Tuono V4, conçue principalement pour la piste. Avec mille unités produites, elle se distingue par une réduction significative du poids et une augmentation de la puissance. L'utilisation de composants en fibre de carbone, tels que les carénages, le sous-châssis et le bras oscillant, permet de réduire le poids global à environ 165 kg, soit bien moins que la version standard.
Le moteur de 1 077 cm3 reste le même, mais il est optimisé pour délivrer 221 ch à 11 000 tr/min, soit une puissance bien supérieure à celle de la Tuono V4 RR, qui offre environ 175 ch. Ce gain de puissance est accompagné d'un système d'échappement Akrapovič (en) qui améliore encore les performances et le son du moteur.
Du côté des suspensions, la version X bénéficie de suspensions Öhlins entièrement réglables, à l'avant et à l'arrière, pour un comportement plus affûté sur circuit. Équipée d'une électronique de pointe, la Tuono V4 X dispose de systèmes de contrôle de traction, de contrôle de la roue avant, de contrôle du démarrage et d'ABS en virage. Contrairement aux modèles plus orientés route, ce modèle est dépourvu de phares et de rétroviseurs, et vient avec des pneus Pirelli Diablo Superbike, spécialement conçus pour les performances sur piste.

## Tuono Edition Misano (2020)

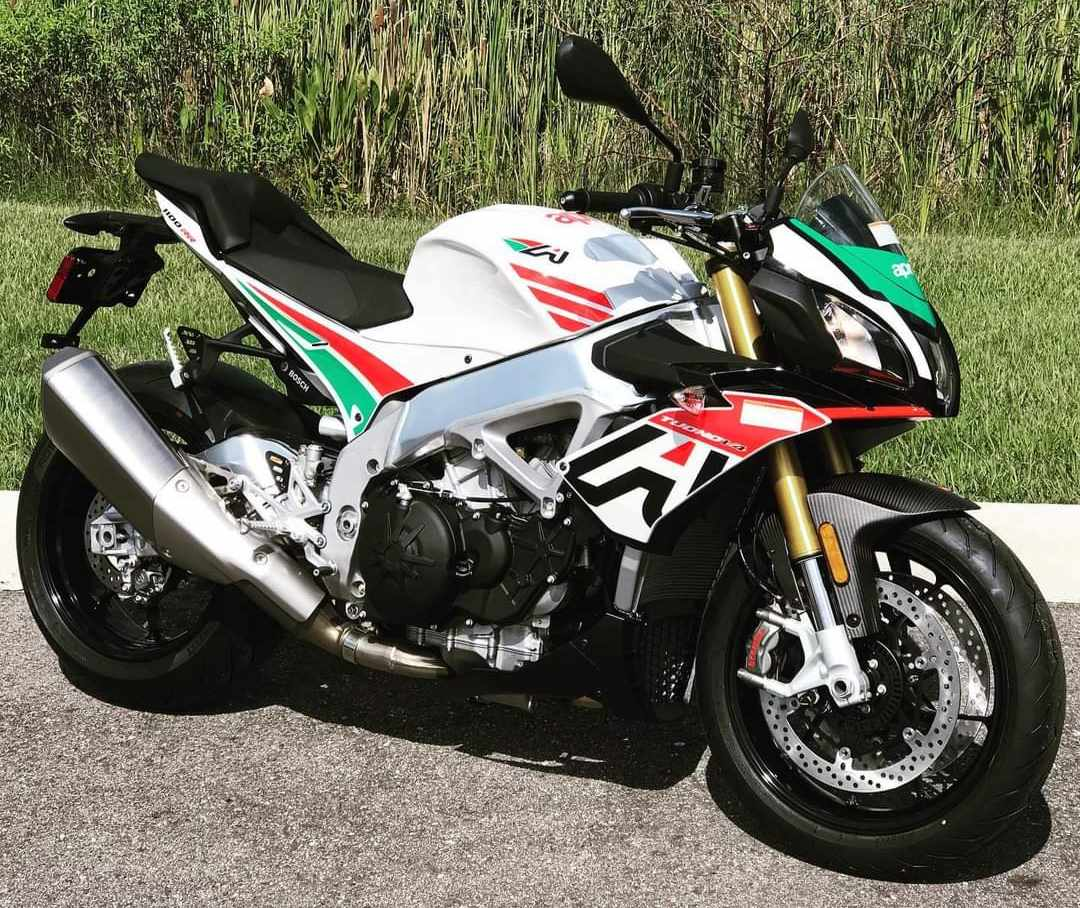
Tuono V4 1100 Misano Edition.

La Tuono V4 1100 RR Misano est une édition limitée, célébrant l'héritage de la marque avec une livrée inspirée de la victoire historique de Loris Reggiani à Misano en 1987.
Ce modèle spécial a été produit en seulement cent exemplaires pour le marché américain, arborant des couleurs rouges, blanches et vertes caractéristiques de la marque, ainsi que des éléments distinctifs comme le logo d’Aprilia « A » et un garde-boue en fibre de carbone.

## Tuono V4 1100 (2021-2024)

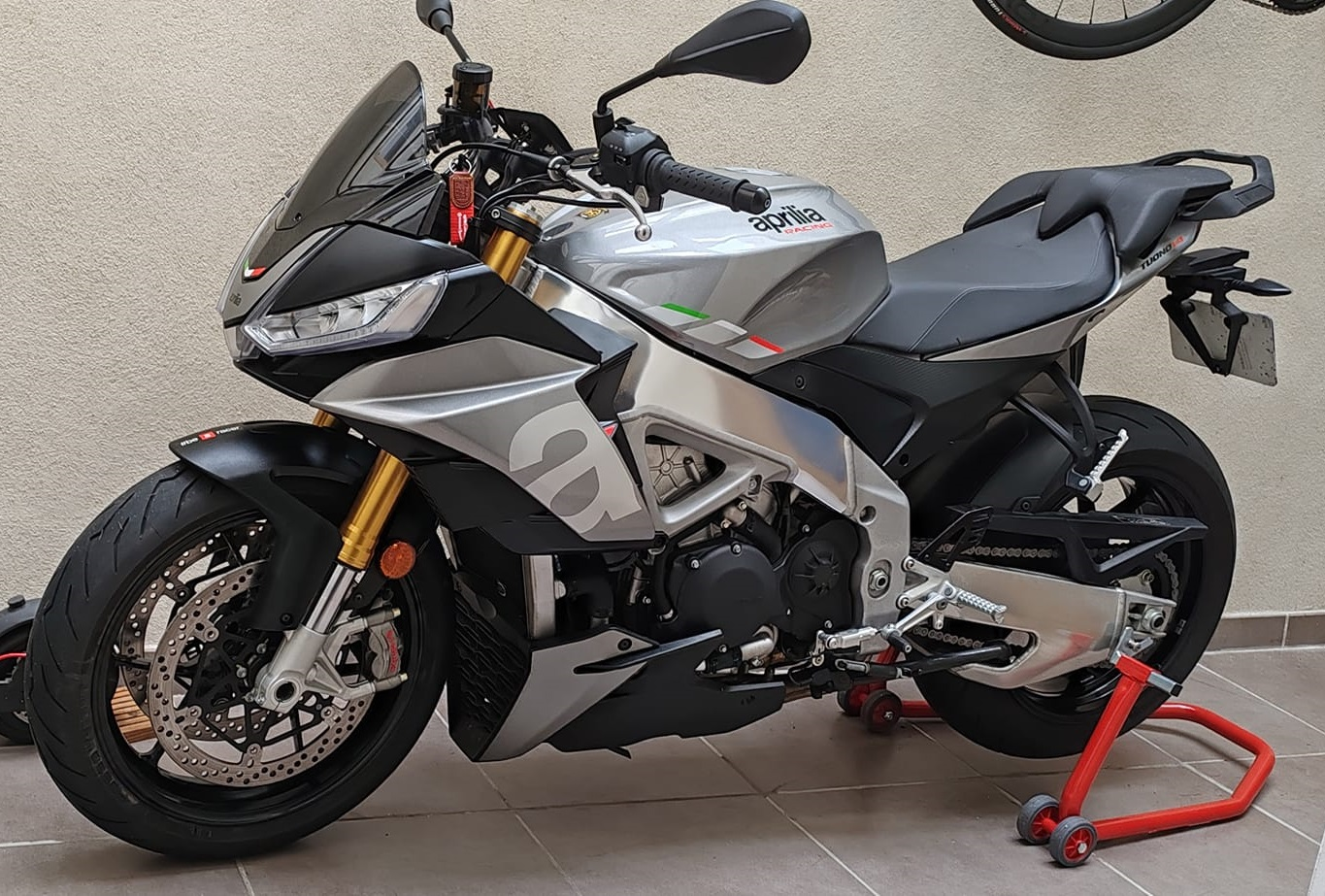
Tuono V4 1100 2023.

Pour la 5e génération, la Tuono V4 1100 a connu des changements notables par rapport au modèle de 2020, améliorant encore ses performances et son électronique. Le moteur de 1 077 cm3 reste le même, mais la version 2021 répond aux normes Euro 5, ce qui implique des modifications de l'échappement et une meilleure gestion des émissions. Cela a permis de garder une puissance similaire tout en respectant les normes environnementales plus strictes, sans compromettre la performance.
En termes de design, la Tuono V4 de 2021 a reçu une nouvelle esthétique avec un bras oscillant sous-assis révisé pour améliorer la rigidité et l'agilité, ainsi qu'un écran TFT plus moderne et interactif, offrant une meilleure lisibilité et une connectivité accrue. cette version standard utilise des suspensions Kayaba, des roues en aluminium coulé, plus robustes mais plus lourdes.
Les équipements électroniques ont également été enrichis, avec une gestion améliorée des aides à la conduite et un meilleur contrôle des performances via des capteurs de couple et de position.

## Tuono V4 1100 Factory (2021 - 2024)

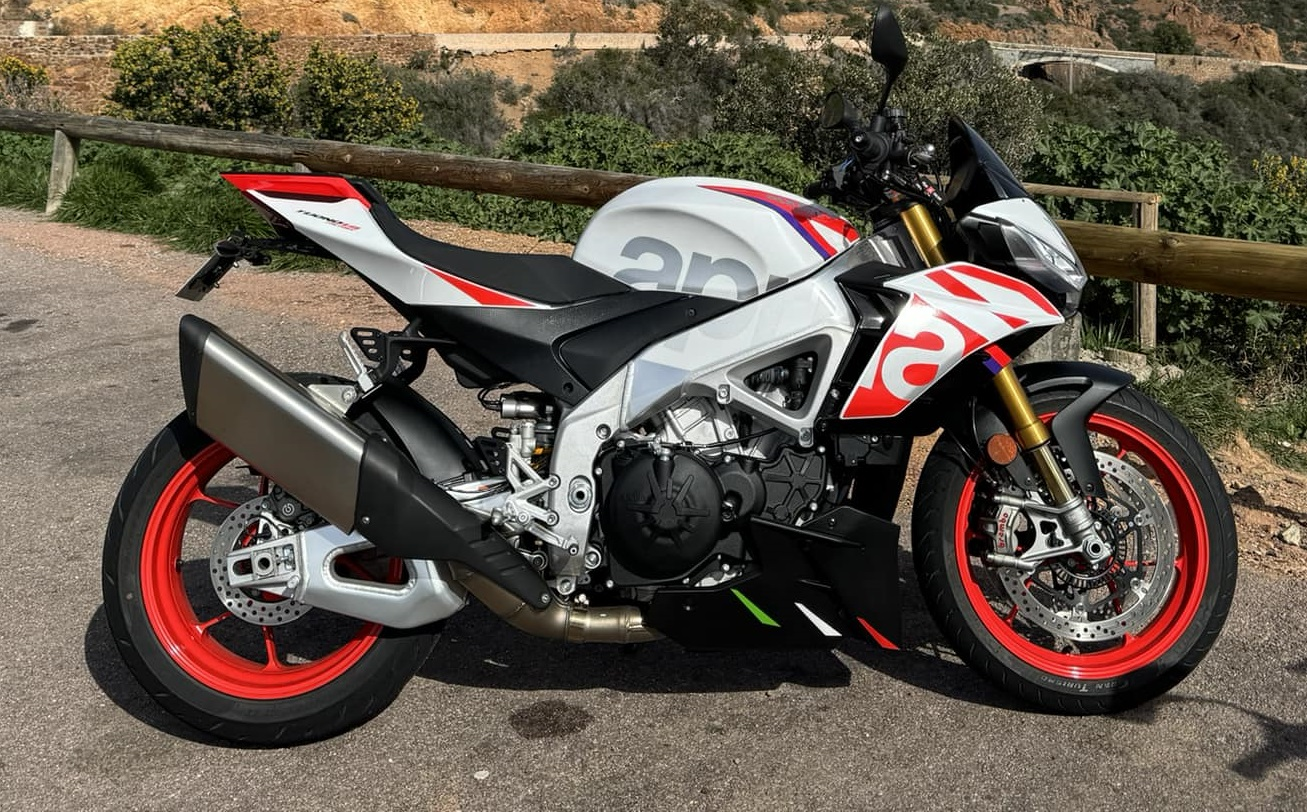
Tuono V4 1100 Factory 2023 édition Speed White.

La version Factory est équipée d’une suspension Öhlins Smart EC 2.0 électronique, ajustable, offrant une performance optimisée sur route et circuit, avec une gestion active de l’amortissement. Elle est dotée de roues forgées en aluminium de marque Marchesini, plus légères et permettant de réduire le poids non suspendu, ce qui améliore la réactivité et la maniabilité.
Elle présente des éléments en carbone, comme les protections de réservoir, le garde-boue avant et d'autres carénages, ce qui lui donne une apparence plus sportive et un poids réduit alors que la version standard utilise des matériaux plastiques.

## Tuono V4 1100 (2025)
Le modèle 2025 de l'Aprilia Tuono V4, présenté à l'EICMA 2024, fait un bond en avant avec plusieurs améliorations techniques et esthétiques notables par rapport aux versions précédentes. Le moteur V4 a été porté à 1 099 cm3 (contre 1 077 cm3 auparavant), délivrant 180 ch à 11 800 tr/min, avec un couple de 121 N m à 9 600 tr/min. Ce moteur plus puissant est désormais conforme aux normes Euro 5+.
L'une des innovations majeures concerne les améliorations aérodynamiques. La moto reçoit des ailerons inspirés de la MotoGP qui génèrent jusqu'à 2,5 kg d'appui supplémentaire à haute vitesse (250 km/h), offrant ainsi plus de stabilité et de maniabilité dans les virages et lors de phases de vitesse soutenue.
Elle utilise des suspensions Sachs entièrement réglables.
La partie électronique a également été renforcée avec un système de gestion prédictive qui ajuste les interventions des aides électroniques en fonction des paramètres de la moto (vitesse, angle de virage, ouverture des gaz).
Les étriers de frein ne sont pas des Hypure (contrairement à la RSV4) ni des Stylema mais des Brembo M50. Ils ont un bon feeling et une forte puissance mais datent de 2011.

## Tuono V4 1100 Factory (2025)

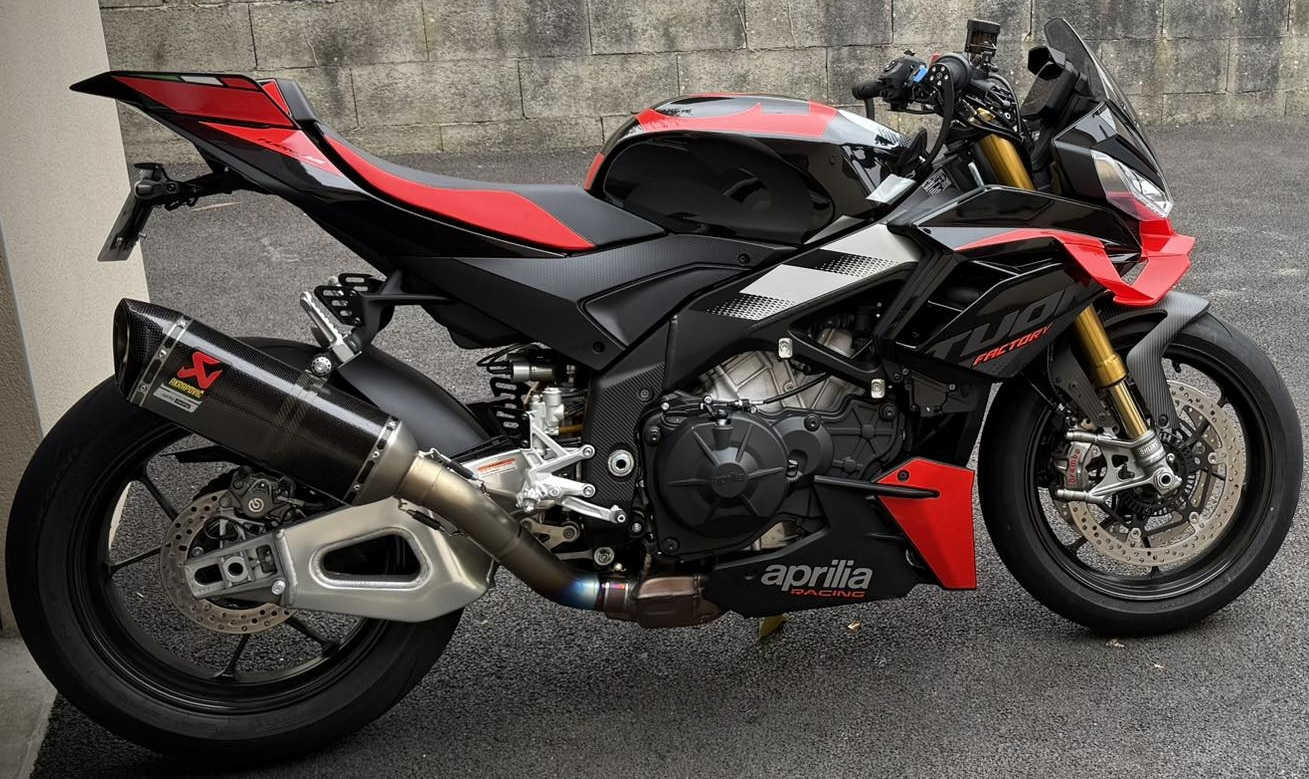
Tuono V4 1100 Factory 2025.

En termes de suspension, la version Factory bénéficie du système semi-actif Ohlins Smart EC 2.0 qui ajuste automatiquement les paramètres pour chaque virage, optimisant ainsi le confort et les performances en temps réel.
Ces suspensions électroniques permettent un réglage actif et semi-actif des paramètres, idéal sur circuit.
Les deux modèles partagent un nouvel écran TFT de 5 pouces, mais la version Factory offre un tableau de bord dédié à la course avec des fonctionnalités spécifiques.
Le modèle Factory propose un Track Pack avec des fonctions comme le Launch Control.
Ce modèle inclut des accessoires comme le Race Pack et le Suspension Pack, qui offrent des fonctions spécifiques pour les circuits, comme l'ajustement de la suspension et des paramètres électroniques selon chaque virage. Le Suspension Pack n'est disponible que sur le modèle Factory lorsqu'il est équipé du module GPS Race Pack ; il modifie la suspension Öhlins Semi-Active Smart EC 2.0 en changeant les paramètres d'amortissement.
Le Race Pack comprend un module GPS qui permet la détection automatique des temps au tour sur la piste. Cela offre avec le pack suspension une fonction qui modifie automatiquement virage par virage les paramètres ATC et AWC. C'est maintenant la version la plus avancée de la technologie Aprilia initialement introduite en 2015.
Les données de l’ECU[Lequel ?] peuvent être téléchargées et analysées via la plateforme multimédia Aprilia MIA (qui est fournie en accessoire sur les deux modèles).

## Spécifications Tuono V4 1100 RR
|                         | 2015 — 2016                                                                                        | 2017 — 2020                                                                                       | 2021 — 2024                                                                                       | 2025                                                                                              |
| Moteur                  | 1 077 cm3, V4 à 65°, 4T                                                                            | 1 077 cm3, V4 à 65°, 4T                                                                           | 1 077 cm3, V4 à 65°, 4T                                                                           | 1 099 cm3, V4 à 65°, 4T                                                                           |
| Alésage/course          | 81,0 × 52,3 mm                                                                                     | 81,0 × 52,3 mm                                                                                    | 81,0 × 52,3 mm                                                                                    | 81 × 53,32 mm                                                                                     |
| Taux de compression     | 13,6:1                                                                                             | 13,6:1                                                                                            | 13,6:1                                                                                            | 13,6:1                                                                                            |
| Distribution            | 2 ACT, 4 soupapes par cylindre                                                                     | 2 ACT, 4 soupapes par cylindre                                                                    | 2 ACT, 4 soupapes par cylindre                                                                    | 2 ACT, 4 soupapes par cylindre                                                                    |
| Injection               | Électronique OEM                                                                                   | Électronique OEM                                                                                  | Électronique OEM                                                                                  | Électronique OEM                                                                                  |
| Puissance               | 130 kW (175 bhp) à 11 000 tr/min                                                                   | 130 kW (175 bhp) à 11 000 tr/min                                                                  | 130 kW (175 bhp) à 11 350 tr/min                                                                  | 132 kW (180 bhp) à 11 800 tr/min                                                                  |
| Couple                  | 120 N m à 9 000 tr/min                                                                             | 123 N m à 9 000 tr/min                                                                            | 123 N m à 9 000 tr/min                                                                            | 121 N m à 9 600 tr/min                                                                            |
| Transmission            | Boîte à cassette 6 vitesses, shifter Up, secondaire kit chaîne 15X42                               | Boîte à cassette 6 vitesses avec traitement DLC, shifter Up/Down, secondaire kit chaîne 15X42     | Boîte à cassette 6 vitesses avec traitement DLC, shifter Up/Down, secondaire kit chaîne 15X42     | Boîte à cassette 6 vitesses avec traitement DLC, shifter Up/Down, secondaire kit chaîne 15X42     |
| Suspension avant        | Fourche téléhydraulique inversée Sachs Ø 43 mm, déb : 120 mm.                                      | Fourche téléhydraulique inversée Sachs Ø 43 mm, déb : 120 mm.                                     | Fourche téléhydraulique inversée Sachs Ø 43 mm, déb : 117 mm, entièrement réglable                | Fourche téléhydraulique inversée Sachs Ø 43 mm, déb : 117 mm, entièrement réglable                |
| Suspension arrière      | Mono-amortisseur Sachs, déb : 130 mm, entièrement réglable                                         | Mono-amortisseur Sachs, déb : 130 mm, entièrement réglable                                        | Mono-amortisseur Sachs, déb : 130 mm, entièrement réglable                                        | Mono-amortisseur Sachs, déb : 130 mm, entièrement réglable                                        |
| Freins                  | AV : double disque flottant 320 mm, étrier Brembo M432 4 pistons AR : disque 220 mm, étrier Brembo | AV : double disque flottant 330 mm, étrier Brembo M50 4 pistons AR : disque 220 mm, étrier Brembo | AV : double disque flottant 330 mm, étrier Brembo M50 4 pistons AR : disque 220 mm, étrier Brembo | AV : double disque flottant 330 mm, étrier Brembo M50 4 pistons AR : disque 220 mm, étrier Brembo |
| Pneus                   | AV : 120/70ZR-17 radial AR : 190/50ZR-17 radial                                                    | AV : 120/70ZR-17 radial AR : 190/50ZR-17 radial                                                   | AV : 120/70ZR-17 radial AR : 190/50ZR-17 radial                                                   | AV : 120/70ZR-17 radial AR : 190/50ZR-17 radial                                                   |
| Angle de chasse         | 24,7°, 99,7 mm                                                                                     | 24,7°, 99,7 mm                                                                                    | 24,7°, 99,7 mm                                                                                    | 23,3°, 96,0 mm                                                                                    |
| Empattement             | 1 560 mm (61,41 in)                                                                                | 1 560 mm (61,41 in)                                                                               | 1 450 mm (57,2 in)                                                                                | 1 450 mm (57,2 in)                                                                                |
| Hauteur de selle        | 825 mm                                                                                             | 825 mm                                                                                            | 825 mm                                                                                            | 836 mm                                                                                            |
| Poids à sec             | 184 kg                                                                                             | 185 kg                                                                                            | 185 kg                                                                                            | 187 kg                                                                                            |
| Poids tous pleins faits | 209 kg                                                                                             | 209 kg                                                                                            | 209 kg                                                                                            | 211 kg                                                                                            |
| Capacité réservoir      | 18,5 L                                                                                             | 18,5 L                                                                                            | 18,5 L                                                                                            | 18 L                                                                                              |
| Performances            | |                                                                                                   |                                                                                                   |                                                                                                   |
| 0 à 100 km/h            | 3,2 s                                                                                              | 3,2 s                                                                                             | 3,2 s                                                                                             |                                                                                                   |
| Vitesse max             | 270 km/h (170 mph)                                                                                 | 270 km/h (170 mph)                                                                                | 270 km/h (170 mph)                                                                                | 270 km/h (170 mph)                                                                                |
| Consommation            | 8,4 L/100                                                                                          | 8,4 L/100                                                                                         | 7,4 L/100                                                                                         |                                                                                                   |